# Premier 15s 2022-23
La Premier 15s 2022-23 fue la sexta edición del torneo profesional de rugby femenino de Inglaterra.

## Sistema de disputa
Cada equipo disputó sus encuentros frente a cada uno de los rivales en condición de local y de visitante, posteriormente los mejores cuatro equipos clasificaron a los postemporada para definir al campeón del torneo
Puntuación
Para ordenar a los equipos en la tabla de posiciones se los puntuará según los resultados obtenidos.
- 4 puntos por victoria.
- 2 puntos por empate.
- 0 puntos por derrota.
- 1 punto bonus por ganar haciendo 3 o más tries que el rival.
- 1 punto bonus por perder por siete o menos puntos de diferencia.

## Desarrollo

### Fase regular
| Pos. | Equipo                        | Encuentros | Encuentros | Encuentros | Encuentros | Tantos | Tantos | Tantos | PB | Puntos |
| Pos. | Equipo                        | PJ         | PG         | PE         | PP         | F      | C      | Dif    | PB | Puntos |
| ---- | ----------------------------- | ---------- | ---------- | ---------- | ---------- | ------ | ------ | ------ | -- | ------ |
| 1    | Gloucester-Hartpury           | 18         | 16         | 0          | 2          | 744    | 255    | +489   | 14 | 79     |
| 2    | Exeter Chiefs                 | 18         | 15         | 0          | 3          | 904    | 205    | +699   | 18 | 78     |
| 3    | Saracens                      | 18         | 15         | 0          | 3          | 792    | 315    | +477   | 15 | 75     |
| 4    | Bristol Bears                 | 18         | 12         | 0          | 6          | 658    | 445    | +213   | 14 | 62     |
| 5    | Harlequins Women              | 18         | 10         | 1          | 7          | 628    | 407    | +221   | 13 | 55     |
| 6    | Worcester Warriors            | 18         | 7          | 1          | 10         | 457    | 586    | –129   | 13 | 43     |
| 7    | Sale Sharks                   | 18         | 7          | 0          | 11         | 389    | 583    | –194   | 7  | 35     |
| 8    | Loughborough Lightning        | 18         | 5          | 0          | 13         | 467    | 473    | –6     | 9  | 29     |
| 9    | Darlington Mowden Park Sharks | 18         | 2          | 0          | 16         | 136    | 1006   | –870   | 2  | 10     |
| 10   | Wasps RFC                     | 18         | 0          | 0          | 18         | 114    | 1014   | –900   | 2  | 2      |

|  | Clasificado a postemporada. |

### Semifinal
| 10 de junio de 2023 | Gloucester-Hartpury | 21 - 12 | Bristol Bears |  |  |

| 10 de junio de 2023 | Exeter Chiefs | 24 - 21 | Saracens |  |  |

### Final
| 24 de junio de 2023 | Gloucester-Hartpury | 34 - 19 | Exeter Chiefs |  |  |

| Bandera de Inglaterra       |
| Campeón Gloucester-Hartpury |
| Primer título               |